# Bitwa pod Gajczycami

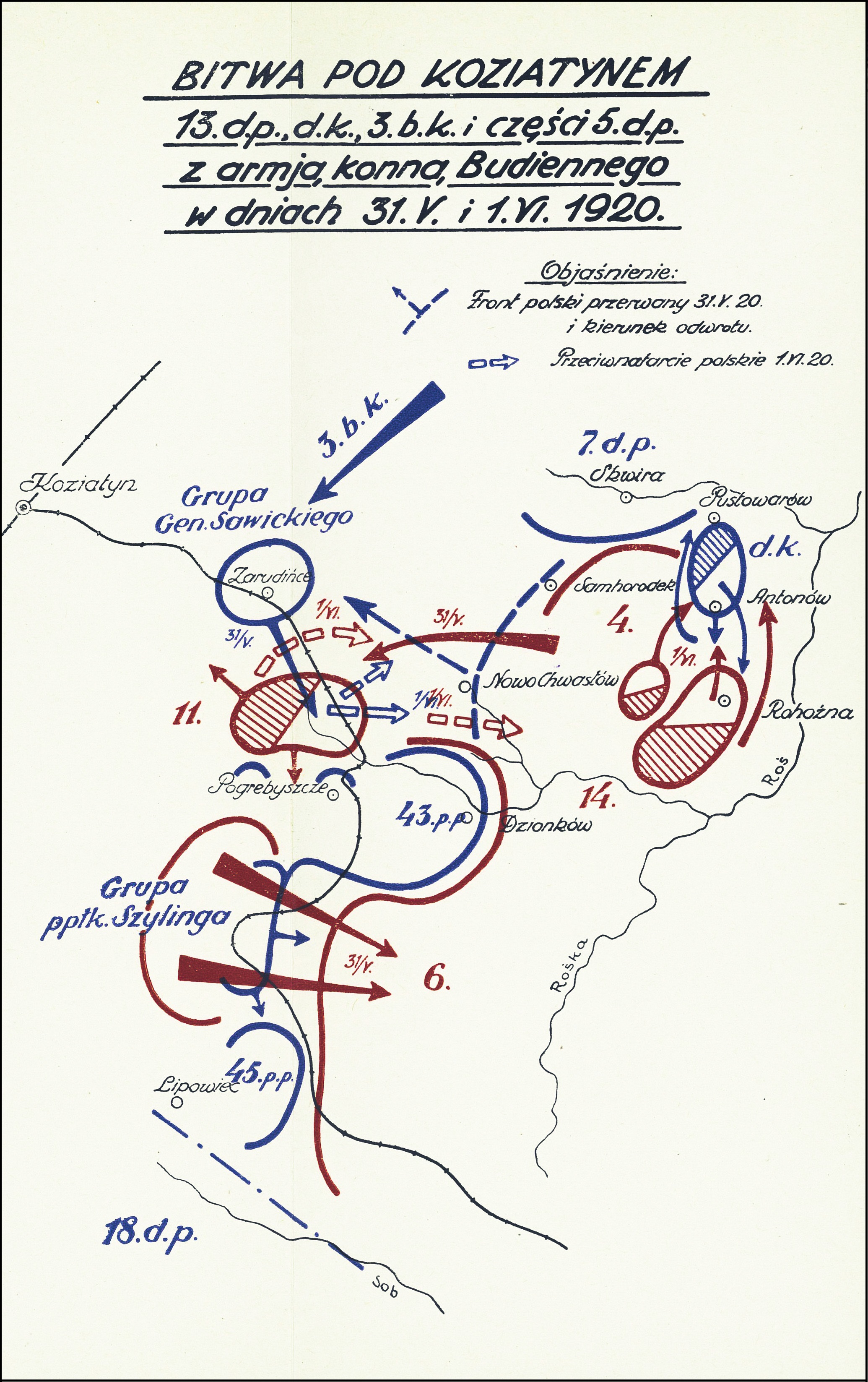
Gen. Tadeusz Kutrzeba
Wyprawa kijowska 1920 roku.

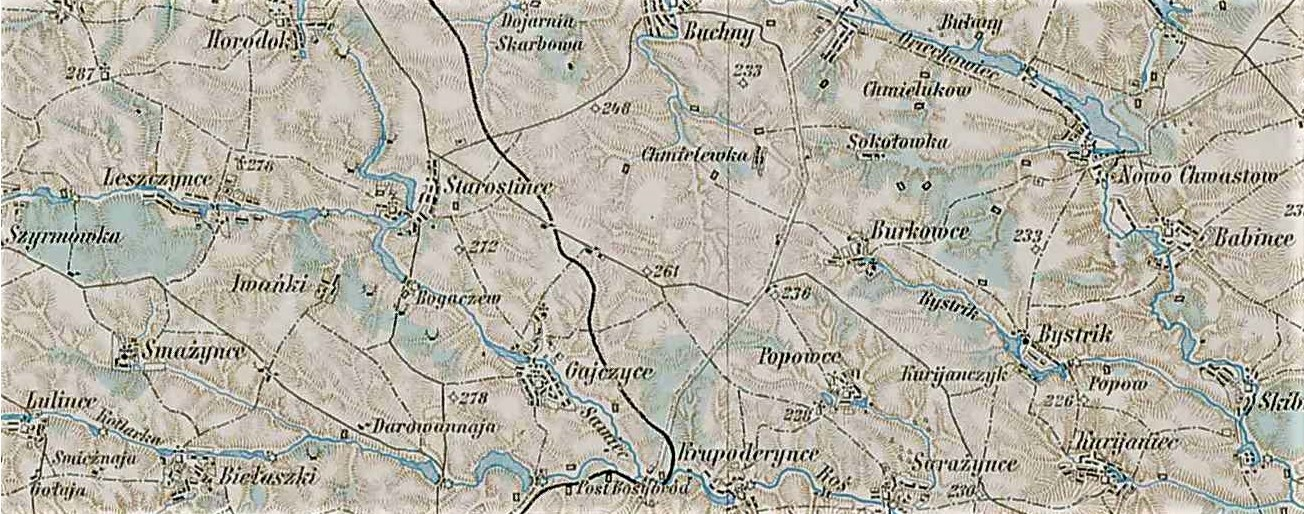
Gajczyce na mapie z 1910

Bitwa pod Gajczycami – walki polskiego 19 pułku piechoty kpt. Eugeniusza Żongołłowicza z sowiecką 11 Dywizją Kawalerii toczone w okresie pierwszej ofensywy Siemiona Budionnego w czasie wojny polsko-bolszewickiej.

## Geneza
25 kwietnia rozpoczęła się polska ofensywa na Ukrainie. 
Przeprowadzona w dwóch fazach operacja zaczepna polskich armii zakończyła się spektakularnym sukcesem. 7 maja, w zasadzie bez walki, Kijów został zdobyty, a bezpośrednio po zajęciu go dowództwo 3 Armii utworzyło na wschodnim brzegu Dniepru obszerne przedmoście, które chroniło miasto przed bezpośrednim ogniem artylerii sowieckiej i zabezpieczyło organizację ukraińskiej administracji. Zajęcie Kijowa i utworzenie przedmościa zakończyło polską ofensywę na Ukrainie.
Po zakończeniu ofensywy większość uczestniczących w niej jednostek polskich organizowała obronę, obsadzając ważniejsze węzły komunikacyjne i wybrane miejscowości. Front ustabilizował się na linii od Prypeci, wzdłuż Dniepru, przez Białą Cerkiew, Skwirę, Lipowiec, Bracław, Wapniarkę do Jarugi nad Dniestrem. 3 Armia obsadzała odcinek od Prypeci do Skwiry, a od Skwiry do Dniestru biegł front 6 Armii.
26 maja 1 Armia Konna Siemiona Budionnego uderzyła na polskie linie obronne. 13 Dywizja Piechoty ze składu 6 Armii zaatakowana została w momencie, gdy jej oddziały znajdowały się częściowo w ruchu, dążąc do poprawy położenia i zajęcia dogodniejszych stanowisk nad rzekami Rosią i Rośką. Oddziały 13 Dywizji Piechoty, po początkowych niepowodzeniach, zorganizowały twardą obronę i skutecznie odparły ataki sowieckiej kawalerii.

## Walki pod Gajczycami
W ostatnich dniach maja  Siemion Budionny na czele 1  Armii Konnej podjął  próbę przełamania frontu polskiego na Ukrainie i zaatakował na odcinku 13 Dywizji Piechoty gen. Jana Sawickiego. Walki toczyły się między innymi pod Nowym Żywotowem, Annówką i Napadówką.
Celem powstrzymania atakujących mas sowieckiej kawalerii, dowództwo polskie wysłało w rejon walk grupę kpt. Eugeniusza Żongołłowicza w składzie I i III batalion kpt. Rodziewicza 19 pułku piechoty. 31 maja  bataliony ruszyły w kierunku Pohrebyszcza transportem kolejowym. Po południu z jadących wagonów zauważono polski samolot. Po wymianie sygnałów pociąg zatrzymał się, lotnik wylądował na polu obok i przekazał kpt. Żongołłowiczowi wyniki rozpoznania lotniczego.
Na ich podstawie dowódca 19 pułku piechoty zdecydował się uderzyć nocą na biwakujący w Gajczycach oddział sowieckiej kawalerii, liczący około 2000 żołnierzy z czterema działami. Wieczorem bataliony opuściły wagony i nocą podeszły niezauważone pod miejscowość. O świcie 1 czerwca piechota polska bez wystrzału zlikwidowała ubezpieczenia i wdarła się do Gajczyc. Zaskoczenie przeciwnika było całkowite. Jego artyleria nie oddała ani jednego strzału, a część kawalerzystów pieszo uciekła do okolicznych lasów. W ciągu piętnastu minut cała brygada sowiecka została rozbita. Ze zdobytych dokumentów wynikało, że Sowieci mieli zaatakować Pohrebyszcze.

## Bilans walk
Grupa kpt. Żongołłowicza odniosła pod Gajczycami spektakularne zwycięstwo. Bez strat własnych rozbito sowiecką brygadę kawalerii. Zdobyto 4 działa oraz 4 ckm-y. Przeciwnik stracił 72 zabitych, ponad 200 rannych i jeńców. Ta porażka ostatecznie zadecydowała o niepowodzeniu kolejnej próby przełamania frontu polskiego.